# Textualism
Textualismul este un curent literar din anii '80 promovat și teoretizat, în principal, de Marin Mincu. Alți reprezentanți ai textualismului sunt Bogdan Ghiu, Mircea Nedelciu, Gheorghe Iova, Gheorghe Crăciun.
Marin Mincu pornește de la teoriile despre text elaborate de revista franceză Tel Quel în anii '60, care defineau textul sub două aspecte: ca productivitate (își generează sensul la nesfârșit) și ca intertextualitate (într-un text se intersectează enunțuri luate din alte texte). Textualiștii practică o literatură autoreferențială: textul nu mai are ca referent lumea, ci se autooglindește pe sine, în procesul propriei lui plăsmuiri. Elaborarea textului (textualizarea) este concepută ca o operațiune care "nimicește" lucrurile, transformându-le în semne, dar este și o autonimicire a producătorului de text. Astfel, conform lui Marin Mincu, „legea necruțătoare” a textualizării este următoarea: un text nu poate exista decât în măsura în care își nimicește propriul autor. Iar pentru textualiști miza actului textual este un nou tip de autenticitate: „autenticitatea în scriitură”.